# Бонаини, Франческо
Франческо Бонаини (итал. Francesco Bonaini; 1806—1874) — итальянский историк, филолог, палеонтолог и архивариус.

## Биография
Франческо Бонаини родился 20 июля 1806 года в городе Ливорно в еврейской семье, однако, по достижении сознательного возраста, принял католическую веру.
Уже на 21 году жизни был профессором церковного права, а с 1840 года преподавал на кафедре истории римского права в Пизанском университете.
В 1848 году во главе университетского легиона Бонаини принял участие в Австро-итальянской (Ломбардской) войне, которая шла одновременно с революцией в Австрийской империи.
После войны он поселился во Флоренции, и когда в 1852 году там учреждено было центральное управление государственных архивов, то главное заведование всем этим делом было возложено на Бонаини. Под его руководством во многих провинциальных городах, особенно в Сиене, Пизе и Лукке, возникли архивы, которые в полном смысле являлись образцовыми для того времени.
Помимо этого, Бонаини был членом Академии делла Круска, где некоторое время исполнял обязанности секретаря.
Франческо Бонаини скончался 28 августа 1874 года на вилле близ города Пистоя в итальянской области Тоскана.
Кроме небольших работ по истории права и искусства, а также официальных отчетов об архивах Эмилии, то есть Модены, Пармы и папских легатств, об обширной научно-литературной деятельности учёного свидетельствуют и отдельно изданные труды (см. раздел «Библиография»). Его последнее сочинение «Acta Henrici VII, Romanorum Imperatoris» было издано три года спустя после смерти автора (1877 год). Опубликовал ряд важных исторических источников, в частности, в 1845 году издал в шестом томе «Исторического архива Италии» «Старинную хронику пизанцев», написанную в конце XII века Бернардо Марагоне.